# مارسل لوتکا

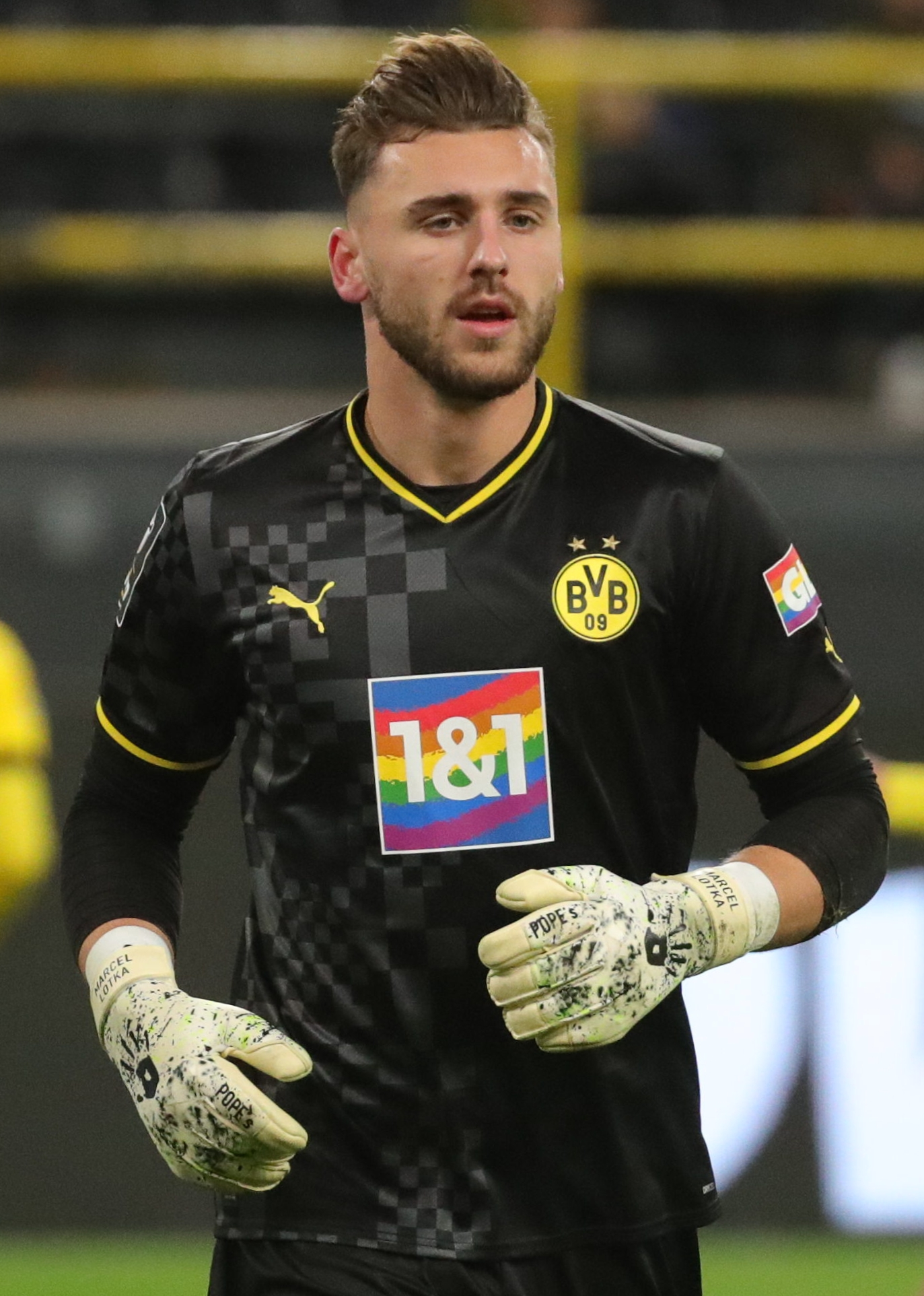
مارسل لوتکا - ۲۰۲۲

مارسل لوتکا (انگلیسی: Marcel Lotka؛ زادهٔ ۲۵ مهٔ ۲۰۰۱) بازیکن فوتبال اهل لهستان است.
وی همچنین در تیم های ملی زیر ۲۰ سال لهستان، و زیر ۲۱ سال لهستان بازی کرده‌است.